# Sutera tomentosa
Sutera tomentosa là một loài thực vật có hoa trong họ Huyền sâm. Loài này được Hiern miêu tả khoa học đầu tiên.